# Hátem Trabelszí
Hátem Trabelszí (arabul: حاتم الطرابلسي; Aryanah, 1977. január 25. –) tunéziai labdarúgóhátvéd.